# Bhimrao Ramji Ambedkar
Bhimrao Ramji Ambedkar (14 april 1891 – 6 december 1956), algemeen bekend onder de naam Babasaheb, was een Indiaas jurist, econoom, politicus en gelijkheidsstrijder die actie voerde tegen de discriminatie van de Onaanraakbaren. Zijn bekering tot het Boeddhisme leidde tot de stichting van de Boeddhistische Dalitbeweging. Verder zette hij zich in voor vrouwenrechten en de arbeidersbeweging. Hij was de allereerste minister van justitie van onafhankelijk India en de meest vooraanstaande vormgever van de Grondwet van India. Zijn geboortedag wordt om die reden in India gevierd als een van de nationale feestdagen, na de Dag van de Republiek..
Ambedkar was een uitstekend student en hij behaalde een rechtendiploma en een aantal doctoraten aan de Columbia University en de London School of Economics. Als geleerde verwierf hij hoog aanzien met zijn onderzoek naar rechtsgerelateerde, economische en politicologische onderwerpen. Aan het begin van zijn loopbaan was hij econoom, professor en advocaat. De rest van zijn leven hield hij zich bezig met politieke activiteiten, zoals actievoeren en de daarbij behorende onderhandelingen voor de onafhankelijkheid van India, het uitgeven van tijdschriften die pleitten voor gelijke politieke rechten en sociale vrijheid voor de Onaanraakbaren, en bijdragen aan de prille Indiase staat. In 1956 bekeerde hij zich tot het Boeddhisme, wat leidde tot massabekeringen onder de Onaanraakbaren.
In 1990 werd de Bharat Ratnaprijs postuum aan Ambedkar uitgereikt. Ambedkars nalatenschap omvat vele gedenkplaatsen en hij neemt een belangrijke plaats in in het collectieve geheugen van de Indiase maatschappij.

## Jonge leven en onderwijs
Ambedkar werd geboren op 14 april 1891 in het militaire vestingsstadje Mhow in de Centrale Provinciën (het tegenwoordige Madhya Pradesh). Hij was het 14e en laatstgeboren kind van Ramji Maloji Sakpal, een legerofficier gestationeerd in Subedar, en Bhimabai Murbadkar Sakpal. Zijn familie waren Marathi afkomstig uit het stadje Ambavade (Mandangad taluka), gelegen in het Ratnagiridistrict van het hedendaagse Maharashtra. Ambedkar behoorde tot de armoedige Maharkaste, een lage kaste van Dalits, welke in het Nederlands bekendstaan als de "Onaanraakbaren". Degenen behorende tot deze kasten leden onder zware socio-economische discriminatie. Ambedkars voorouders werkten voor het leger van de British East India Company, en zijn vader diende in het Brits-Indische Leger.
Ambedkar en andere onaanraakbare kinderen gingen wel naar school, maar moesten afgezonderd van de andere kinderen buiten het klaslokaal zitten en ze kregen weinig aandacht en hulp met hun schoolwerk van hun leraren. Als de onaanraakbare kinderen wat water wilden drinken, dan moest dit door iemand uit een hogere kaste ingeschonken worden, want de onaanraakbare kinderen mochten noch het water, noch de waterkan aanraken. Meestal voerde de schoolconciërge deze taak uit voor hem. Als de conciërge niet aanwezig was, moest hij het zonder water stellen. Ambedkar haalt deze anekdote aan in zijn latere geschriften. Ook kreeg Ambedkar in school geen eigen stoel toegewezen, maar moest hij op een juten zak zitten die hij zelf van huis mee moest nemen.
Ramji Sakpal ging met pensioen in 1894 en hij verhuisde met zijn gezin naar Satara twee jaar daarna. Kort na hun verhuizing stierf de moeder van Ambedkar. De kinderen werden verzorgd door hun tante van vaderskant, en leefden in erbarmelijke omstandigheden. Slechts drie zonen -Balaram, Anandrao en Bhimrao- en twee dochters -Manjula en Tulasa- overleefden hun kindertijd. Ambedkar was de enige van al zijn broers en zussen die zijn examens haalde en naar de middelbare school mocht. Zijn oorspronkelijke achternaam "Ambavadekar" is afgeleid van de naam van dorp waar zijn voorouders vandaan kwamen, het dorpje 'Ambavade' in het district Ratnagiri. Zijn tot de Brahminkaste behorende leraar, Mahadev Ambedkar, was erg op hem gesteld en veranderde in het schoolarchief de achternaam van Bhimrao van 'Ambavadekar' naar zijn eigen achternaam, 'Ambedkar'.

## Hoger onderwijs
Ambedkars familie verhuisde in 1897 naar Bombay, waar Ambedkar naar de Elphinstone High School ging en daar de enige onaanraakbare was. In 1906, toen hij 15 jaar oud was, werd hij uitgehuwelijkt aan een negenjarige meisje genaamd Ramabai..
Hij behaalde zijn toelatingsexamen voor de universiteit in 1907 en het jaar daarna werd hij toegelaten tot het Elphinstone College, een bij de Universiteit van Bombay aangesloten instituut. Hij werd hiermee de eerste onaanraakbare aan deze universiteit. Dit wapenfeit werd gevierd en bejubeld door de onaanraakbare gemeenschap en Ambedkar ontving na een openbare plechtigheid een biografie over Boeddha van Dada Keluskar, een vriend van de familie van Ambedkar en de schrijver van het boek.
Hij behaalde zijn graad in economie en staatkundige wetenschap aan de Universiteit van Mumbai in 1912, en bereidde zich voor op een baan bij de overheid van de staat Baroda. Zijn vrouw, toen net 15 jaar oud, was met hem mee verhuisd en had net een baan gevonden, toen Ambedkar halsoverkop moest terugkeren om zijn stervende vader bij te staan, die op 2 februari 1913 overleed.

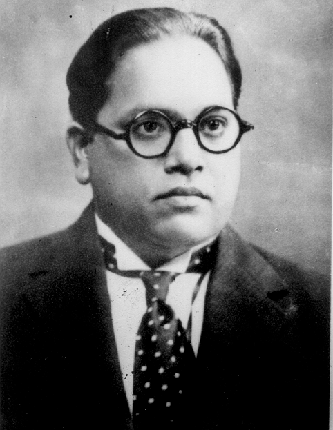
Ambedkar als student.

Hij verhuisde in 1913 naar de Verenigde Staten. Dit was mogelijk omdat hij beschikte over een beurs, aan hem toegewezen door de overheid van Baroda, van £11.50 Britse pond per maand voor drie jaar. Deze beurs was onderdeel van een programma opgezet door Sayajirao Gaekwad III (Gaekwad van Baroda) dat postdoctoraal onderwijs aan de Columbia University in New York mogelijk maakte voor minder kapitaalkrachtige Indiase studenten. Kort na zijn aankomst in New York ging hij op kamers in de Livingston Hall, samen met Naval Bhathena, een Parsi die altijd een vriend van Ambedkar is gebleven. Hij behaalde zijn mastergraad in juni 1915, met als afstudeerrichting economie, en als bijvakken sociologie, geschiedenis, filosofie en antropologie. Zijn scriptie ging over handel in India in de antieke oudheid.
In 1916 schreef hij zijn tweede scriptie, "National Dividend of India-A Historic and Analytical Study" en behaalde daarmee een tweede mastergraad. Nadat hij naar Londen was verhuisd, behaalde hij zijn PhD in de economie in 1927 met zijn derde scriptie. Op 9 mei 1916 droeg hij zijn scriptie Castes in India: Their Mechanism, Genesis and Development voor tijdens een door de volkenkundige Alexander Goldenweiser gehouden congres. Een jaar later zou hij het in het tijdschrift Indian Antiquary als artikel publiceren.

## Geschriften en toespraken
In 1936 schreef Ambedkar Annihilation of Caste, dat hij als toespraak had willen voordragen op een conferentie van een progressieve hindoe-organisatie die streefde naar afschaffing van het Indische kastenstelsel. Toen de organisatoren echter de tekst toegestuurd kregen, waren ze bang dat orthodoxe hindoes aanstoot zouden nemen aan zijn felle kritiek op het hindoeïsme en zijn oproep aan hindoes om zich tot een andere religie te bekeren. Ze vroegen Ambedkar om een reeks passages uit zijn toespraak te verwijderen, maar dat weigerde hij. Daarop besloot de organisatie om de gehele conferentie af te gelasten uit angst voor geweld van orthodoxe hindoes. Ambedkar publiceerde daarop de toespraak in boekvorm en verspreidde er 1500 exemplaren van op eigen kosten, wat tot zowel lof als kritiek leidde, onder andere van Mahatma Gandhi, die het kastenstelsel verdedigde. Annihilation of Caste werd in verschillende Indiase talen vertaald, terwijl Ambedkar in 1937 Gandhi van repliek diende.
Het Onderwijsdepartement van de lokale overheid van de Indiase staat Maharashtra heeft een verzameling van de geschriften en toespraken van Ambedkar uitgegeven.